# Sparkasse Marburg-Biedenkopf
Die Sparkasse Marburg-Biedenkopf ist das größte selbständige Kreditinstitut in ihrem Geschäftsgebiet, dem Landkreis Marburg-Biedenkopf mit der Universitätsstadt Marburg, wo sie ihren Sitz hat. Sie entstand am 1. Januar 1991 durch die Fusion der Kreissparkassen Marburg und Biedenkopf sowie der Sparkasse der Stadt Marburg.

## Organisation und Struktur
Die Bank ist eine Anstalt des öffentlichen Rechts. Träger sind der Landkreis Marburg-Biedenkopf und die Stadt Marburg. Den besonderen rechtlichen Rahmen, in dem sich die Sparkasse bewegt, bilden das Hessische Sparkassengesetz (HSpG) und die von Kreistag und Stadtverordnetenversammlung erlassene Satzung. Daneben gelten die allgemeinen kreditwirtschaftlichen Vorschriften auch für die Sparkasse. Zuständige Aufsichtsbehörden sind die Bundesanstalt für Finanzdienstleistungsaufsicht (BaFin), die Deutsche Bundesbank sowie die Sparkassenaufsicht des Landes Hessen und des Regierungspräsidiums Gießen.
Gesetzlicher Vertreter der Sparkasse ist der Vorstand. Er leitet die laufenden Geschäfte und ist für die ordnungsgemäße Geschäftsorganisation verantwortlich.
Der Verwaltungsrat ist das Aufsichtsorgan der Sparkasse. Er überwacht die laufende Geschäftsführung und bestimmt die Richtlinien der Geschäftspolitik. Der Verwaltungsrat besteht aus 15 Personen. Kraft Amtes sind die Landrätin des Landkreises Marburg-Biedenkopf und der Oberbürgermeister der Stadt Marburg Mitglieder dieses Gremiums. Sie wechseln sich alle zwei Jahre im Vorsitz des Verwaltungsrats ab.

## Sparkassen-Finanzgruppe
Die Bank ist Teil der Sparkassen-Finanzgruppe. Die Sparkasse vermittelt Bausparverträge der regionalen Landesbausparkasse, offene Investmentfonds der Deka und Versicherungen der SV SparkassenVersicherung. Im Bereich des Leasing arbeitet die Sparkasse Marburg-Biedenkopf mit der Deutschen Leasing zusammen. Die Funktion der Sparkassenzentralbank nimmt die Landesbank Hessen-Thüringen wahr.

## Einlagensicherung
Die Bank ist dem Sicherungssystem der Deutschen Sparkassen-Finanzgruppe angeschlossen. Dieser Haftungsverbund gewährleistet die Liquidität und Solvenz der beteiligten Institute. Der Haftungsverbund besteht aus elf regionalen Sparkassen-Stützungsfonds, der Sicherungsreserve der Landesbanken und Girozentralen und dem Sicherungsfonds der Landesbausparkassen. Alle Sparkassen sind Mitglieder des zuständigen regionalen Sparkassen-Stützungsfonds. Sollte ein Institut in wirtschaftliche Schwierigkeiten geraten, wird es vom jeweiligen Fonds gestützt, um Liquidität und Solvenz zu gewährleisten. Sollte bei einem regionalen Sparkassen-Stützungsfonds die Mittel für eine mögliche Stützung nicht ausreichen, tritt ein überregionaler Ausgleich ein. Die übrigen Sparkassen-Stützungsfonds würden sich dann an einer Stützung beteiligen. In einem weiteren Schritt stehen bei Bedarf die gesamten Mittel aller Sparkassen-Stützungsfonds, der Sicherungsreserve der Landesbanken und des Sicherungsfonds der Landesbausparkassen zur Verfügung.

## Geschäftsausrichtung
Geschäftszweck ist es, die geld- und kreditwirtschaftliche Versorgung – insbesondere der im Geschäftsgebiet lebenden Bevölkerung und angesiedelten Wirtschaft – sicherzustellen. Die Sparkasse Marburg-Biedenkopf tätigt Bankgeschäfte und Finanzdienstleistungen sowohl für Privat- als auch für Firmenkunden vom Girokonto bis zur Vermögensverwaltung.
Produktvielfalt und -ausgestaltung, rechtliche Vorgaben, staatliche Förderprogramme und andere Einflussfaktoren nehmen ständig zu. Die Sparkasse Marburg-Biedenkopf hat deshalb an verschiedenen Standorten im Geschäftsgebiet Kompetenzcenter für vermögende Privatkunden, Firmenkunden und Immobilienkunden eingerichtet. 
Das Geschäftsstellennetz ist ein wichtiges Standbein der Sparkasse Marburg-Biedenkopf. Ergänzend zu den Geschäftsstellen stehen den Kunden und allen Interessenten auch die medialen Kommunikations- und Vertriebswege zur Verfügung.

## Geschichte
In der ersten Hälfte des 19. Jahrhunderts entstanden im Großherzogtum Hessen-Darmstadt die ersten Sparkassen. Das Kurfürstentum Hessen-Kassel zog in den darauf folgenden Jahren mit der Gründung weiterer Sparkassen nach. In deren nüchternen Zahlen spiegeln sich bis heute die sozialen und wirtschaftlichen Entwicklungen der jeweiligen Regionen wider. 
Die Sparkasse Marburg-Biedenkopf hat ihre Wurzeln in mehreren anderen, ehemals selbständigen Sparkassen:
- 1834 Spar- und Leihkasse zu Biedenkopf
- 1835 Spar- und Leihkasse zu Gladenbach
- 1864 Gründung Spar- und Leihekasse Kirchhain
- 1866 Gründung Spar- und Leihkasse zu Rauschenberg
- 1868 Gründung Städtische Spar- und Leihkasse Neustadt
- 1869 Gründung Spar- und Leihkasse Amöneburg
- 1872 Gründung Spar- und Leihkasse zu Schweinsberg
- 1872 Gründung Spar- und Leihkasse zu Wetter
- 1925 Gründung Kreissparkasse Marburg
- 1930 Gründung Kreissparkasse Kirchhain